# Хиперкомплексно число
Хиперкомплексните числа представляват разширение на концепцията за комплексните числа. За пръв път са предложени от Уилям Хамилтон през 30-те години на 19 век. Той развива системата на кватернионите, която има основа от 4 елемента (1,i,j,k). Днес хиперкомплексните числа се разглеждат преди всичко като исторически предшественик на векторния анализ.